# Kecamatan Sodong Hilir
Kecamatan Sodong Hilir är ett distrikt i Indonesien.   Det ligger i provinsen Jawa Barat, i den västra delen av landet, 190 km sydost om huvudstaden Jakarta.